# Orchestra Sinfonica di Pittsburgh
L'Orchestra Sinfonica di Pittsburgh (Pittsburgh Symphony Orchestra) è un'orchestra statunitense con sede a Pittsburgh, Pennsylvania. Sede dell'orchestra è la Heinz Hall, che si trova nel Distretto Culturale di Pittsburgh.

## Storia
L'Orchestra Sinfonica di Pittsburgh è un'orchestra americana con sede a Pittsburgh, Pennsylvania. La sede dell'orchestra è la Heinz Hall per le arti dello spettacolo, che si trova nel centro del Distretto Culturale di Pittsburgh. Il suo direttore musicale attuale è l'austriaco Manfred Honeck, che si è unito all'orchestra nel 2008 e il suo presidente e CEO attuale è Melia Tourangeau. L'Orchestra Sinfonica di Pittsburgh presenta i classici, il pop, l'insegnamento della musica, il coinvolgimento della comunità e concerti speciali tutto l'anno sia alla Heinz Hall che nella comunità.
L'Orchestra Sinfonica di Pittsburgh ha una lunga e illustre storia di tour sia a livello nazionale che a livello internazionale fino dal 1900. L'orchestra attualmente conta più di 36 tournée internazionali, di cui 20 in Europa, otto viaggi in Estremo Oriente e due in Sud America. La Orchestra Sinfonica di Pittsburgh è stata la prima orchestra americana ad esibirsi in Vaticano nel gennaio 2004 per Papa Giovanni Paolo II, come parte della celebrazione del Giubileo d'argento del Pontefice.
L'orchestra è stata fondata nel 1895 dalla Pittsburgh Arts Society, dal direttore Frederic Archer, che portò con sé una serie di musicisti della Boston Symphony Orchestra e condusse la PSO nel suo primo concerto l'anno successivo.

### 1896–1910: Victor Herbert ed Emil Paur
Nel 1898 fu scelto per guidare l'Orchestra un uomo immerso nella musica popolare. Victor Herbert era meglio conosciuto come uomo di teatro e aveva composto un certo numero di opere comiche. Era nato in Irlanda, ma poi aveva studiato in Germania. Un direttore esuberante, ispirava musicisti e pubblico con il suo entusiasmo senza limiti. Nella sua seconda stagione sotto Victor Herbert, l'Orchestra ricevette un invito per due concerti alla Carnegie Hall di New York City. Andrew Carnegie finanziò il viaggio. L'Orchestra viaggiava con una frequenza più elevata sotto il suo incarico, esibendosi a Boston, Chicago, Washington, e in Canada.
Sotto la direzione di Herbert, l'Orchestra di Pittsburgh suonò come parte della Esposizione Panamericana alla Fiera Mondiale del 1901 a Buffalo, New York. Oltre a dirigere, Herbert aveva anche composto un lavoro originale per la mostra dal titolo "Panamericana: Morceau Characteristique" da eseguire con l'Orchestra.
I critici erano in disaccordo con Herbert, ma la vendita dei biglietti andò alle stelle. Il pubblico accorreva per ascoltare il carismatico irlandese dirigere un repertorio vario che comprendeva molte delle sue opere più popolari insieme ad opere di molti compositori nativi. Egli terminò la sua avventura con l'Orchestra Sinfonica di Pittsburgh nel 1904, quando lasciò per accettare un incarico pagato meglio a New York. Quando Herbert lasciò l'orchestra nel 1904, la Società Sinfonica scelse come suo successore un uomo che non avrebbe potuto essere più diverso.
Il direttore d'orchestra austriaco Emil Paur aveva un approccio intellettuale al suo lavoro e evitava la teatralità. Formatosi come violinista, aveva prestato servizio come direttore sia della Boston Symphony Orchestra che della New York Philharmonic, così come direttore ospite in tutta Europa e tenne l'Orchestra di Pittsburgh agli stessi standard. I programmi di Paur sottolineavano il repertorio classico e comprendevano una dose massiccia di Johannes Brahms, la cui musica era considerata troppo impegnativa per la maggior parte degli spettatori in quel momento. Inoltre, Paur si scontrò con molti dei musicisti dell'Orchestra quando proibì loro di accettare impegni al di fuori dello spettacolo e continuò ad assumere musicisti prevalentemente europei. Paur rimase a capo dell'Orchestra fino a quando non si sciolse nel 1910.
L'orchestra aveva attirato un numero di direttori ospiti di spicco nel corso di questi primi anni, tra cui Edward Elgar e Richard Strauss.

### 1910–1926: Tempi duri
Nonostante le lodi da parte della critica e una reputazione nazionale in crescita, tempi duri attendevano l'Orchestra. Il panico del 1907 ebbe un impatto immediato sulle capacità e volontà dei ricchi di sostenere le organizzazioni culturali in tutto il paese. La città di Pittsburgh dimostrò di non fare eccezione. A peggiorare le cose, la pratica di Paur di assumere musicisti europei aveva danneggiato i rapporti con i musicisti locali fino al punto in cui la metà dei membri dell'orchestra si rifiutò di rinnovare il loro contratto per la stagione 1908-1909. Sulla scia di tutte queste polemiche gli abbonamenti ebbero una flessione.
Nel 1910, il futuro dell'Orchestra era in immediato pericolo. I garanti originali avevano concepito l'orchestra come un'istituzione autofinanziata. In realtà spesero più di $ 1 milione per sovvenzionare l'organizzazione nei suoi primi 15 anni. C'era chiaramente bisogno di un nuovo approccio e fu sviluppato un piano per aumentare i fondi. Quando ci si avvicinò all'insufficienza dei fondi, l'orchestra annullò la sua successiva stagione. Nessuno sospettava che sarebbero passati 16 anni prima che Pittsburgh potesse resuscitare la sua orchestra sinfonica.

### 1926–1938: La Nuova Orchestra Sinfonica di Pittsburgh
Ci vollero 16 anni, ma il 2 maggio 1926, il sogno di una nuova Orchestra di Pittsburgh diventò finalmente realtà. I suonatori parteciparono a 14 prove non pagati e contribuirono con $ 25 ciascuno per sponsorizzare un concerto pubblico gratuito della nuova Orchestra Sinfonica di Pittsburgh, sotto la direzione del primo violino e direttore associato, Elias Breeskin.
Dopo il debutto di successo della recente Orchestra ristrutturata, la Società sinfonica organizzò una serie di concerti della domenica che ebbe inizio il 24 aprile 1927. Fu scelta la domenica perché la maggior parte dei suonatori erano sotto contratto con orchestre di teatro durante la settimana. Il seguente lunedì, nove membri del consiglio furono arrestati per aver violato Leggi Blu della Pennsylvania (Blue laws), che vietavano di suonare musica secolare durante lo Shabbat. La pubblicità non fece male alla Sinfonica di Pittsburgh. La lotta di bordo per mantenere in vita il programma stuzzicò l'appetito del pubblico per i concerti sinfonici.
Nel 1930 Antonio Modarelli assunse la carica di direttore musicale dell'Orchestra. Aveva trascorso gli ultimi otto anni a Berlino componendo e dirigendo ed era l'unico compositore americano ad essere eletto nella prestigiosa "Società dei compositori tedeschi." Un giornale tedesco descrisse la sua direzione come "musica autentica, energica, moderna" e fu invitato a dirigere a Mosca. È stato direttore musicale fino al 1937, ma non ha mai del tutto conquistato l'accettazione incondizionata del pubblico di Pittsburgh, in parte perché era un ragazzo del posto, nato nella vicina Braddock. Aveva insegnato alla Duquesne University ed era stato un capo banda nella Marina prima del suo lavoro in Europa e con l'Orchestra Sinfonica.
Nel 1936, i concerti della Sinfonica vengono trasmessi a livello nazionale per la prima volta. Pittsburgh Plate Glass sponsorizzò 26 programmi, che furono trasmessi in tutte le più importanti stazioni radio a est di Denver. Diversi direttori ospiti di fama internazionale furono invitati a dirigere l'Orchestra durante la stagione 1937-1938, tra i quali Carlos Chávez, Eugene Goossens e Fritz Reiner. Questo programma di frequenti direttori ospiti era stato pensato nel tentativo di riportare la sinfonia ai suoi "anni d'oro", ma in realtà retrocessero Modarelli ed è indicato come la ragione delle sue dimissioni nel 1937.
Nel 1937, l'Orchestra Sinfonica di Pittsburgh ingaggiò il rinomato direttore d'orchestra tedesco Otto Klemperer per riorganizzare e ampliare l'Orchestra. Insegnante nato, viene accreditato di avere trasformato l'Orchestra in una potenza da non sottovalutare in sole sei settimane. Dopo aver lasciato la Germania durante l'ascesa del partito nazista, era diventato il direttore musicale della Filarmonica di Los Angeles. Egli è responsabile di aver portato nuovi talenti lavorando con l'Unione dei musicisti, assumendo sia artisti locali che d'importazione. Da allora l'orchestra ha registrato una crescita continua e sviluppo, compresa la costruzione di un notevole fondo di dotazione.

### 1938–1948: Gli anni di Reiner
La sinfonica di Pittsburgh godette di 10 anni prolifici con il leggendario Fritz Reiner come direttore musicale. Nativo dell'Ungheria, Reiner aveva studiato con il noto compositore ungherese Béla Bartók e interpretato molti dei suoi pezzi nelle esecuzioni della Sinfonica. Direttore senza compromessi, Reiner otteneva un'articolazione precisa e fraseggio dai suoi orchestrali. La reputazione del Orchestra crebbe in modo enorme, compensando l'ensemble con un contratto discografico di alto profilo con la Columbia Corporation, una divisione della CBS e un invito ad esibirsi all'estero. Molti dei compositori più noti del mondo, si sentivano privilegiati che l'Orchestra Sinfonica di Pittsburgh eseguisse le prime mondiali delle loro opere sotto la direzione autorevole di Reiner.
Reiner aveva un temperamento instabile e chiedeva la perfezione dai suoi orchestrali. La sua era una piccolissima battuta che costringeva i musicisti a rimanere allerta in ogni momento. Ad una prova un bassista mise un telescopio all'occhio. Quando spiegò a Reiner che stava "cercando di trovare la battuta," il direttore lo licenziò sul posto!!
Le donne entrarono a far parte dell'orchestra per la prima volta durante la Seconda Guerra Mondiale. Diciotto salirono a bordo nel 1942 e 24 nel 1944. La PSO ebbe più interpreti donne rispetto a qualsiasi altra grande orchestra sinfonica americana durante la guerra.
Reiner lasciò l'Orchestra nel 1948 per dirigere al Metropolitan Opera House di New York City e continuò a dirigere la Chicago Symphony Orchestra. Dal 1948 al 1952, l'Orchestra si è esibita con una serie di direttori ospiti illustri. Tra questi, Leopold Stokowski, Leonard Bernstein, Erich Leinsdorf, Charles Muench, Paul Paray e Victor de Sabata.
Nato In Italia, de Sabata venne a Pittsburgh nel 1948, in parte a causa delle sollecitazioni del suo collega Vladimir Bakaleinikoff che aveva diretto a Cincinnati nel 1927. La vendita dei biglietti esplose con de Sabata al timone. Era così popolare con il pubblico locale che circa 1.200 persone parteciparono ad un concerto che egli diresse alla moschea Siria durante una delle peggiori tempeste di neve di Pittsburgh. Egli tornò a Pittsburgh nel 1949, 1950 e il 1951 ad esibirsi con la sinfonica. L'Orchestra Sinfonica di Pittsburgh istituì una Guest Conductor Chair a suo nome nel 2010.

### 1952–1976: Gli anni di Steinberg
Nei suoi 23 anni sotto la direzione di William Steinberg, l'Orchestra Sinfonica di Pittsburgh rimase un superbo complesso e sviluppò un seguito di ascoltatori entusiasta e devoto. Nel 1961, il pubblico era aumentato del 250 per cento. In più, nei cinque anni precedenti, la Sinfonica di Pittsburgh era l'unica orchestra americana a fare il tutto esaurito degli abbonamenti ai suoi concerti.
Il talento di Steinberg era stato da tempo riconosciuto da alcuni dei più grandi direttori del mondo. Come pupillo di Otto Klemperer, Steinberg ebbe una carriera affascinante nella sua terra natale di Germania prima di fuggire dai nazisti nel 1936. Arturo Toscanini lo invitò a organizzare la nuova formazione Orchestra della Palestina a Tel Aviv (oggi Orchestra filarmonica d'Israele ) e, nel 1937, a diventare suo direttore associato presso la NBC Symphony Orchestra. Steinberg in seguito diresse l'Orchestra Filarmonica di Buffalo, prima di diventare direttore musicale della Sinfonica di Pittsburgh nel 1952. La Boston Symphony Orchestra lo assunse come direttore musicale 1969-1972, incarico che svolse in concomitanza con la sua posizione alla Sinfonica di Pittsburgh.
Durante la prima parte del 1950, l'Orchestra suonò una serie di "concerti dell'industria". Questi concerti furono condotti da Steinberg e sponsorizzati da industrie della zona, in particolare la United Steelworkers d'America. La sponsorizzazione compensò costi per i lavoratori dell'industria e l'Orchestra si esibì in località più convenienti in tutta la Pennsylvania, l'Ohio ed il West Virginia.
Il 14 agosto 1964 l'Orchestra Sinfonica di Pittsburgh intraprese un tour di 11 settimane, per 24.000 miglia in 14 nazioni d'Europa e del Vicino Oriente. Promosso dal Dipartimento di Stato degli Stati Uniti, il tour fece guadagnare a Pittsburgh la fama di essere più di una città che produceva acciaio ed elevò l'immagine della cultura americana all'estero. L'Orchestra Sinfonica di Pittsburgh si esibì per il pubblico in Varsavia, Madrid, Berlino, Zagabria, Reykjavic, e altre 15 luoghi in tutta Europa e il Medio Oriente, durante il tour del Dipartimento di Stato.
Alcune delle migliori registrazioni della Orchestra furono effettuate nella Moschea della Siria con etichette come la Capitol Records e la Columbia Records. l'Orchestra Sinfonica di Pittsburgh si esibì nella Moschea della Siria dal 1926 fino al 1971 L'edificio fu abbattuto nel 1992, tra la costernazione generale di molti che avevano frequentato concerti lì.
L'apertura della Heinz Hall il 10 settembre 1971 ha segnato il completamento di una campagna di 11 anni, iniziata da H.J. Heinz II. La sala da concerto è come una testimonianza dello spirito civico che ha sostenuto le organizzazioni culturali di Pittsburgh fin dalla fine del secolo.
Steinberg ha condotto i suoi ultimi concerti dell'Orchestra Sinfonica di Pittsburgh nel 1976, dopo di che andò in pensione.

### 1976–1984: Gli anni di Previn
In aggiunta alle sue notevoli doti come direttore d'orchestra, André Previn portò alla Orchestra Sinfonica di Pittsburgh il suo virtuosismo al pianoforte e una sensibilità musicale formatasi a Hollywood. Aveva iniziato lo studio del pianoforte nella sua città natale di Berlino, all'età di sei anni, prima che l'ascesa del regime nazista inviasse la sua famiglia prima a Parigi e poi a Los Angeles. Nella sua adolescenza iniziò la composizione, l'organizzazione e la conduzione di colonne sonore. Quattro volte vincitore dell'Academy Award, sviluppò una carriera altrettanto di successo come pianista jazz prima di dedicarsi a dirigere nel 1960. Nel 1968, fu nominato direttore principale della London Symphony Orchestra. Mantenne quella posizione fino al 1979, quando aveva già assunto la direzione musicale dell'Orchestra Sinfonica di Pittsburgh nel 1976.
Previn aveva uno stile di lavoro collegiale con i musicisti sinfonici e formò anche un trio di musica da camera con Herbert Greenberg, primo violino associato ed il primo violoncello Anne Martindale Williams intorno 1979. Nel 1981, Previn rinnovò il suo contratto con l'orchestra sinfonica.
Durante questo periodo, Victoria Bond prestò servizio come direttore associato della dell'Orchestra Sinfonica di Pittsburgh dal 1978 al 1980. Bond fu la prima donna ad ottenere un dottorato in direzione d'orchestra dalla Juilliard School ed è un compositore prolifico. Mentre era all'Orchestra Sinfonica di Pittsburgh, fu anche direttore musicale della Pittsburgh Youth Symphony e della New Amsterdam Symphony a New York City.
Previn spesso ha portato il jazz nella sala da concerto. Nel febbraio 1977, l'Orchestra Sinfonica di Pittsburgh e Previn fecero il loro debutto nazionale sulla PBS con otto edizioni speciali, Previn e la Pittsburgh. La Fondazione Alcoa sponsorizzò il programma nominato agli Emmy, che si svolse per tre anni. Gli ospiti del programma comprendevano John Williams, Ella Fitzgerald e Oscar Peterson.
Previn lasciò l'Orchestra Sinfonica di Pittsburgh nel 1984, ma gli viene riconosciuto di "aver rinnovato l'immagine dell'orchestra, (espandendo) la sua posizione nella comunità, (e dando) alla città un'immagine positiva a livello internazionale..."

### 1984–1996: Gli anni di Maazel
Da tempo riconosciuta come una delle grandi orchestre americane, la sinfonica di Pittsburgh ha sviluppato un impareggiabile seguito internazionale durante i suoi anni sotto Lorin Maazel. L'orchestra ha guadagnato ulteriormente statura quando Maazel guidò il tour in Europa, in Asia e nelle Americhe, aggiunse orchestrali di primo rango per incarichi vitali, e programmò retrospettive di lunga durata che incontravano il favore sia del pubblico che della critica.
Dopo la partenza di Previn nel 1984, Maazel accettò di fare da consulente musicale, mentre l'orchestra cercava un direttore musicale permanente. Gli fu offerto e accettò quella posizione nel 1988, dopo avere già abbagliato il mondo e conquistato il cuore dei musicisti nel corso di numerose interpretazioni e tre tour applauditissimi.
Per Maazel, il viaggio di ritorno a Pittsburgh fu un ritorno a casa. La sua famiglia si era stabilita qui quando era ancora un bambino in modo che potesse continuare a studiare con il suo maestro di direzione, Vladimir Bakaleinikov, che era diventato direttore associato della Sinfonica di Pittsburgh nel 1939.
Maazel successivamente si unì all'Orchestra come direttore d'orchestra e violinista apprendista durante gli studi presso l'Università di Pittsburgh. La sua carriera lo condusse ben presto in Europa, dove nel 1960 divenne il primo americano invitato a dirigere al Festival di Bayreuth. Continuò a diventare direttore musicale della Deutsche Oper Berlin, l'Orchestra di Cleveland, l'Orchestre national de France e la Wiener Staatsoper prima di tornare a Pittsburgh. Nel 1993, assunse un altro incarico di direzione di musica addizionale, come capo artistico della Orchestra sinfonica della radio bavarese di Monaco di Baviera. L'eredità musicale della direzione artistica di Maazel è un'orchestra costruita sulle doti poliedriche di musicisti virtuosisti.
Anche sotto la direzione di Maazel, la Sinfonica di Pittsburgh commissionò diversi lavori per mettere in luce i musicisti più importanti. Il primo fu il Concerto per corno di Benjamin Lees, che debuttò il 14 maggio 1992 e fu eseguito nello stesso anno durante il tour europeo dell'Orchestra Sinfonica di Pittsburgh da William Caballero. Seguirono quattro commissioni: il Concerto per fagotto e orchestra, di Ellen Taaffe Zwilich per Nancy Goeres, Musica per oboe e orchestra di Leonardo Balada per Cynthia Koledo DeAlmeida, Concerto per tromba e orchestra di Rodion Shchedrin per George Vosburgh, Evocaciones e il Concerto per violino e orchestra di Roberto Sierra, e Concerto per violino di Davide Stock per Andrés Cárdenes.
L'orchestra ha prodotto molte registrazioni con Maazel, tra le quali un ciclo completo dedicato alle opere di Jean Sibelius. L'Orchestra Sinfonica di Pittsburgh ha vinto un Grammy Award per la sua registrazione del 1992 di opere per violoncello e orchestra, con Yo-Yo Ma.
Maazel annunciò nel 1995 che avrebbe lasciato il suo posto di direttore musicale dell'Orchestra Sinfonica di Pittsburgh nel 1996. Egli spiegò che la sua partenza gli avrebbe dato più tempo per lavorare sulla composizione. Oltre a sviluppare il suo lavoro compositivo, Maazel continuò a dirigere e condurre per la New York Philharmonic con diverse orchestre all'estero. Dopo la sua morte nel luglio 2014, la Sinfonica di Pittsburgh eseguì pezzi commemorativi per Maazel e creò una mostra multimediale con materiali d'archivio della Sinfonica, relativi agli ultimi anni del direttore.
Marvin Hamlisch ha prestato servizio come direttore pop principale a partire dal 1995 fino alla sua morte nel 2012.

### 1995–2004: Il secondo secolo
L'Orchestra Sinfonica di Pittsburgh ha intrapreso un secondo secolo di esecuzioni musicali con il sostegno di un pubblico devoto e internazionale. Più di mezzo milione di persone ascoltano la sinfonica di Pittsburgh in concerto ogni anno, e altri milioni godono degli spettacoli dell'orchestra attraverso trasmissioni radiofoniche e registrazioni.
Al fine di mantenere l'eccellenza artistica che caratterizzava l'Orchestra, una campagna di capitali fu lanciata nel 1993 per aumentare la dotazione della Sinfonica di Pittsburgh a 70 milioni di $. La ricezione di un importante dono straordinario di $ 20 milioni da Howard Heinz e Vira I. Heinz Endowments, il più grande regalo unico mai assegnato ad una orchestra sinfonica in una campagna di capitale, diede quella fiducia all'orchestra di cui aveva bisogno per raggiungere il suo obiettivo e compiere la sua missione per i molti anni a venire.
Il 10 aprile 1995 l'orchestra annunciò la nomina di Mariss Jansons per la successione a Maazel nel 1996, come ottavo direttore musicale. Originario della Lettonia, Jansons fu ben accolto a Pittsburgh da critica e pubblico, che applaudirono il "calore e l'umanità" che portò al complesso. Oltre a dirigere l'Orchestra Sinfonica di Pittsburgh, Jansons fu anche direttore musicale influente della Filarmonica di Oslo in Norvegia fino al 2002. Con Jansons, la Sinfonica di Pittsburgh andò in tour in tutto il mondo, facendosi conoscere da un nuovo pubblico e registrò ampiamente. Durante questo periodo, la Sinfonica fu "innovativa nel disegnare nuovi elementi della popolazione della regione di Pittsburgh nei concerti nella Heinz Hall e altrove." Jansons diresse il suo ultimo anno come direttore musicale della Sinfonica durante la stagione 2003-2004, dopo di che iniziò in qualità di direttore della Bavarian Radio Symphony Orchestra di Monaco di Baviera.
Inoltre, nel 1995, l'orchestra accolse Marvin Hamlisch come suo primo principale direttore pop. Compositore di più di 40 colonne sonore cinematografiche e vincitore del premio Pulitzer con lo show di Broadway A Chorus Line, Hamlisch in precedenza era apparso come direttore ospite di orchestre sinfoniche di tutto il mondo. Con tre Oscar, quattro Grammy Award, un Tony Award e tre Golden Globe al suo attivo, Hamlisch iniziò con entusiasmo ad esplorare nuove possibilità di fare musica con l'Orchestra Sinfonica di Pittsburgh.
Nel gennaio 2004, l'Orchestra Sinfonica di Pittsburgh, sotto la direzione di Gilbert Levine, diventò la prima orchestra americana ad esibirsi in Vaticano per Papa Giovanni Paolo II, per commemorare la celebrazione del Giubileo d'argento del Pontefice e il suo impegno per tutta la vita nella comprensione interreligiosa e la divulgazione delle religioni abramitiche. Alla Sinfonica di Pittsburgh erano aggiunti il London Philharmonic Choir, il Coro Filarmonico di Cracovia, il Coro Polifonico di Ankara e membri del Coro Mendelssohn di Pittsburgh, in un programma che comprendeva la prima mondiale di "Abraham", un mottetto sacro di John Harbison, e la Sinfonia n. 2 di Mahler, nota anche come Resurrezione. L'evento, a cui hanno partecipato il Pontefice, il Rabbino Elio Toaff, l'Imam Abdulawahab Hussein Gomaa, e 7.000 ospiti invitati, fu trasmesso in televisione sulla RAI, su PBS e in tutto il mondo ed è stato registrato in DVD da WQED Multimedia, Pittsburgh. A seguito di questo concerto, per un impulso di Levine, la Sinfonica di Pittsburgh fondò una serie di concerti dal titolo "Musica per lo Spirito". Egli diresse i primi due di questi concerti, le esecuzioni della La Creazione di Haydn e la Sinfonia n. 3 di Mahler a Pittsburgh nel 2006.

### 2005–2007: La squadra per i tempi
Nel 2005, la PSO entrò in una nuova era con l'introduzione nel 2005-2006 del suo modello innovativo per la direzione artistica. Durante questo periodo, fu fatto un nuovo contratto collettivo valido per a tutti gli effetti, che diede ai musicisti un aumento di autorità sulle questioni relative all'andamento dell'orchestra, come l'assunzione di musicisti e la scelta del repertorio. A partire dal 2005, Sir Andrew Davis prestò servizio come consulente artistico della PSO, con Yan Pascal Tortelier come direttore ospite principale e Marek Janowski in possesso della "poltrona di direttore ospite dotato." Questa squadra portò una notevole esperienza in un repertorio ricco di diversità, che ha evidenziato i loro punti di forza e gli interessi.
Sir Andrew Davis, mentre preparava la programmazione generale per quanto riguardava l'intera stagione, che portava l'orchestra ad esibirsi in una grande varietà di stili diversi, prestò particolare attenzione alla musica dei compositori inglesi e americani. Davis era stato uno studioso di organo prima di diventare un direttore d'orchestra. Sotto la sua direzione la Sinfonica eseguì molte opere sinfoniche, operistiche e corali che spaziavano dal barocco al contemporaneo. Davis, un Knight Bachelor di Gran Bretagna e direttore musicale dell'Opera di Chicago, aveva già guidato la Sinfonica di Pittsburgh più volte come direttore ospite tra il 1977 e il 1990.
Yan Pascal Tortelier aveva focalizzato la propria attenzione sui compositori francesi ed sui tesori nascosti del XX secolo ed alla musica del XXI secolo. Marek Janowski ebbe rapporti con l'orchestra dal 1991, direigendo i grandi maestri del repertorio tedesco-austriaco, che erano al centro dell'identità dell'orchestra fin dai tempi dell'ex direttore musicale William Steinberg.
Era originariamente previsto che Davis si dimettesse dopo la stagione 2007-2008, ma nell'ottobre del 2007, Davis e la Sinfonica di Pittsburgh di comune accordo decisero di interrompere il suo contratto in anticipo e che lui non dirigesse i suoi concerti in programma nella stagione 2007-2008, a causa della maggiori pretese del programma di Davis. Anche i contratti di Tortelier e Janowski scaddero nel 2008. Janowski ora è titolare della Cattedra Otto Klemperer Direttore Ospite con la PSO.

### 2008 ad oggi: Manfred Honeck
In occasione del cambiamento dello stile del direttore, per tornare alla tradizionale gerarchia del direttore musicale, la PSO annunciò il 24 gennaio 2007, che con la stagione 2008-2009, il direttore d'orchestra austriaco Manfred Honeck sarebbe diventato il nono direttore musicale della PSO. Honeck diresse la sinfonica per la prima volta nel maggio 2006, ed è tornato per un'altra apparizione come ospite nel novembre 2006. Il suo contratto iniziale fu per tre anni. Nel settembre 2009 la PSO annunciò l'estensione del contratto di Honeck fino alla stagione 2015-2016. Nel febbraio 2012 la PSO annunciò l'ulteriore estensione del contratto di Honeck fino alla stagione 2019-2020. Nel giugno 2007, l'orchestra annunciò la nomina del direttore americano Leonard Slatkin come direttore ospite principale dell'orchestra, a partire dalla stagione 2008-2009.
Nato in Austria, Honeck studiò musica presso l'Accademia di Musica di Vienna. Si esibì a vario titolo con l'Orchestra Filarmonica di Vienna, come violinista, violista e direttore ospite. Oltre alla sua direzione della Sinfonica di Pittsburgh, Honek prestò servizio come direttore musicale della Swedish Radio Symphony Orchestra e Staatsoper di Stoccarda e come direttore ospite della Filarmonica Ceca.
Al momento della sua nomina, Honeck dichiarò: "È con grande gioia che assumo l'incarico di direttore musicale di una delle migliori orchestre del mondo. Sono consapevole che questo compito meraviglioso è accompagnato dalla grande responsabilità di mantenere e migliorare l'alto livello di prestazioni sviluppato dai miei predecessori e dall'Orchestra insieme. Non è esagerato dire che l'orchestra ed io siamo come su una casa in fiamme".
The sentiment could not be more true, with the orchestra and Maestro Honeck receiving rave reviews for their collaborations, including their first recording together—Strauss’ Ein Heldenleben.
Il sentimento non avrebbe potuto essere più vero, con l'orchestra ed il Maestro Honeck che ricevettero recensioni entusiastiche per la loro collaborazione, tra cui la loro prima registrazione insieme, Vita di un eroe di Strauss.
In November 2006, the PSO announced a pledge of US$29.5 million from the Richard P. Simmons family as the start of a capital challenge for the orchestra to address long-standing financial concerns. In December 2006, the PSO announced the launch of an $80 million capital fund-raising drive, after the initial $29.5 million boost from the Simmons family. In March 2009, the PSO announced the discontinuation of its chamber orchestra series after the 2008–2009 season, along with staff reductions of 9 positions.
Nel novembre 2006 la PSO annunciò una promessa di US$ 29,5 milioni da parte della famiglia Richard P.Simmons come l'inizio di una sfida di capitali perché l'orchestra affrontasse le preoccupazioni finanziarie, resistendo senza problemi per lunghi periodi. Nel dicembre 2006 la PSO annunciò il lancio di una raccolta fondi $ 80 milioni, dopo l'iniziale spinta di $ 29,5 milioni dalla famiglia Simmons. Nel marzo 2009, la PSO annunciò la sospensione della sua serie per orchestra da camera dopo la stagione 2008-2009, con una riduzione del personale di 9 posizioni.
Nel maggio 2009, Honeck e la Sinfonica di Pittsburgh intrapresero un tour in Asia. Il primo tour internazionale con Honeck come direttore musicale segnò il debutto dell'Orchestra a Shanghai, Cina e Kaohsiung, Taiwan, e la prima esecuzione dell'Orchestra a Pechino dal 1987. In autunno 2009, Honeck e l'orchestra sono stati invitati a chiudere il prestigioso Lucerne Festival a Lucerna, Svizzera. Nel settembre 2009, la Sinfonica di Pittsburgh e Honeck hanno accettato di prolungare il suo contratto fino alla stagione 2015-2016 e nel 2013, il suo contratto fu esteso fino alla stagione 2019-2020.
Nel maggio 2010, Honeck e la Sinfonica di Pittsburgh completarono un notevole giro d'Europa. Il 12º concerto di BNY Mellon 2010 European Tour comprendeva concerti a Vienna nella famosa Musikverein, così come le prestazioni in Svizzera, Germania, Lussemburgo, Francia, Repubblica Ceca, Ungheria e Slovenia. Nel settembre 2010, la Sinfonica di Pittsburgh e Honeck annunciò la creazione del Victor de Sabata Guest Conductor Chair per il direttore Gianandrea Noseda per quattro anni, a partire dalla stagione 2010-11.
Nel mese di agosto e settembre 2013 Honeck e l'Orchestra Sinfonica di Pittsburgh tornarono in Europa, questa volta per un tour europeo che comprendeva il Festival di Grafenegg, Lucerna, ed il Beethovenfest di Bonn e molti altri.

## Direttori musicali ed altri leader artistici
- 1895–1898 Frederic Archer (Direttore principale)
- 1898–1904 Victor Herbert
- 1904–1910 Emil Paur
- 1930–1937 Antonio Modarelli
- 1937 Otto Klemperer (Direttore ospite)
- 1938–1948 Fritz Reiner
- 1948–1952 Vladimir Bakaleinikov
- 1948–1952 Victor de Sabata (Direttore ospite)
- 1952–1976 William Steinberg

- 1976–1984 André Previn
- 1984–1996 Lorin Maazel
- 1996–2004 Mariss Jansons
- 2005–2008 Marek Janowski, Andrew Davis, Yan Pascal Tortelier, (direttori) (Consulenti artistici)
- 2008–ad oggi Manfred Honeck

## Musicisti dell'Orchestra sinfonica di Pittsburgh
Direttori Residenti
- Lawrence Loh, Virginia Kaufman Chair
- Fawzi Haimor

Primi Violini
- Noah Bendix-Balgley: Rachel Mellon Walton Concertmaster Chair
- Mark Huggins: Associato Concertmaster; Beverlynn & Steven Elliott Chair
- Huei-Sheng Kao: Assistente Concertmaster
- Hong-Guang Jia: Assistente Concertmaster
- Jeremy Black: Selma Wiener Berkman Memorial Chair
- Kelsey Blumenthal
- Ellen Chen-Livingston
- Irene Cheng
- Sarah Clendenning
- Alison Peters Fujito: Olga T. Gazalie Chair
- Jennifer Orchard: Ron & Dorothy Chutz Chair
- Susanne Park
- Christopher Wu: Nancy & Jeffery Leininger Chair
- Kristina Yoder

Secondi Violini
- Jennifer Ross: G. Christian Lantzsch & Duquesne Light Company Chair (principale)
- Louis Lev: The Morrison Family Chair (associato principale)
- Dennis O’Boyle (assistente principale)
- Laura Motchalov: William & Sarah Galbraith Chair
- Eva Burmeister
- Carolyn Edwards
- Andrew Fuller
- Lorien Benet Hart
- Marta Krechkovsky
- Claudia Mahave
- Zhan Shu
- Peter Snitkovsky
- Albert Tan
- Rui-Tong Wang

Viole
- Randolph Kelly: Cynthia S. Calhoun Chair (principale)
- Tatjana Mead Chamis (associato principale)
- Joen Vasquez (assistente principale)
- Marylène Gingras-Roy
- Penny Anderson Brill: Michael & Carol Bleier Chair
- Cynthia Busch
- Erina Laraby-Goldwasser
- Paul Silver: Mr. & Mrs. Willard J. Tillotson Jr. Chair
- Stephanie Tretick
- Meng Wang
- Andrew Wickesberg: Mr. & Mrs. Martin G. McGunn Chair

Violoncelli
- Anne Martindale Williams: Pittsburgh Symphony Association Chair (principale)
- David Premo: Donald I. & Janet Moritz and Equitable Resources, Inc. Chair (associato principale)
- Adam Liu: George & Eileen Dorman Chair (assistente principale)
- Mikhail Istomin
- Bronwyn Banerdt
- Michael De Bruyn
- Michael Lipman: Jane & Rae Burton Chair
- Charlie Powers

Contrabbassi
- Jeffrey Turner: Tom & Dona Hotopp Chair (principale)
- Donald H. Evans Jr. (associato principale)
- Betsy Heston: United States Steel Corporation Chair (assistente principale)
- Jeffrey Grubbs
- Peter Guild
- Micah Howard: Stephen & Kimberly Keen Chair
- John Moore
- Aaron White

Arpe
- Gretchen Van Hoesen: Virginia Campbell Chair (principale)

Flauti
- Lorna Mcghee: Jackman Pfouts Flute Chair (principale)
- Jennifer Ann Steele: Hilda M. Willis Foundation Chair

Ottavino
- Rhian Kenny: Frank & Loti Gaffney Chair (principale)

Oboi
- Cynthia Koledo DeAlmeida: Dr. William Larimer Mellon Jr. Chair (principale)
- Scott Bell: Dr. & Mrs. William E. Rinehart Chair

Corno Inglese
- Harold Smoliar: Johannes & Mona L. Coetzee Memorial Chair (principale)

Clarinetti
- Michael Rusinek: Mr. & Mrs. Aaron Silberman Chair (principale)
- Thomas Thompson (co-principale)
- Ron Samuels

Clarinetto in Mi bemolle
- Thomas Thompson

Fagotti
- Nancy Goeres: Mr. & Mrs. William Genge And Mr. & Mrs. James E. Lee Chair (principale)
- David Sogg (co-principale)
- Philip A. Pandolfi

Controfagotti
- James Rodgers (principale)

Corni
- William Caballero: Anonymous Donor Chair (principale)
- Stephen Kostyniak (associato principale)
- Zachary Smith: Thomas H. & Frances M. Witmer Chair (assistente principale)
- Robert Lauver: Irving (Buddy) Wechsler Chair
- Mark Houghton
- Joseph Rounds: Reed Smith Chair Honoring Tom Todd

Trombe
- George Vosburgh: Martha Brooks Robinson Chair (principale)
- Charles Lirette: Edward D. Loughney Chair (co-principale)
- Neal Berntsen
- Chad Winkler: Susan S. Greer Memorial Chair

Tromboni
- Peter Sullivan: Tom & Jamee Todd Chair (principale)
- Rebecca Cherian (co-principale)
- James Nova

Trombone basso
- Murray Crewe (principale)

Tuba
- Craig Knox (principale)

Timpani
- Edward Stephan: Barbara Weldon principale Timpani Chair (principale)
- Christopher Allen (associato principale)

Percussione
- Andrew Reamer: Albert H. Eckert Chair (principale)
- Jeremy Branson (associato principale)
- Christopher Allen

Bibliotecari
- Joann Ferrell Vosburgh: Jean & Sigo Falk Chair (principale)
- Lisa Gedris

## Tournée
1947 Tour del Messico
Fritz Reiner ha diretto l'Orchestra Sinfonica di Pittsburgh durante il suo tour del Messico del 1947. Durante il tour di sei settimane, la Pittsburgh Symphony ha eseguito 37 concerti in 27 città nel sud degli Stati Uniti e Messico. L'orchestra ha suonato sei concerti a Città del Messico nel Palacio de Bellas Artes e un concerto a Monterrey. Durante il tour, Reiner svolse il ruolo di ambasciatrice delle arti per gli Stati Uniti.
1964 Tour d'Europa e del vicino Oriente
William Steinberg diresse l'Orchestra Sinfonica di Pittsburgh durante il suo tour dell'Europa del 1964 e del Vicino Oriente. Questo tour segnò il primo tour internazionale dell'orchestra fuori del Nord America. Il Dipartimento di Stato finanziò il tour di 11 settimane dal 10 agosto al 1º novembre che comprendeva spettacoli a Roma, Atene, Beirut, Baalbeck, Teheran, Lucerna, Edimburgo, Lussemburgo, Francoforte, Berlino, Varsavia, Cracovia, Katowice, Lodz, Belgrado, Sarajevo, Lubiana, Zagabria, Monaco di Baviera, Torino, Firenze, Bilbao, Madrid, Barcellona, Lisbona, Porto e Reykjavik. I solisti comprendevano i pianisti Jerome Lowenthal e Byron Janis, i violinisti Manoug Parikian e Charles Treger, il flautista principale della Sinfonica di Pittsburgh Bernard Z. Goldberg ed il baritono Dietrich Fischer-Dieskau. La Sinfonica è stata una delle ultime orchestre americane ad esibirsi in Iran fino ad oggi.
1973 Tour del Giappone, Alaska ed Oregon
William Steinberg e il Direttore Associato Donald Johanos diressero la Sinfonica di Pittsburgh nel suo tour del 1973 in Giappone, Alaska e Oregon, dal 7 al 26 aprile. Mentre si trovava in Giappone, l'orchestra partecipò al Festival di musica di Osaka del 1973 e si esibì anche a Tokyo, Nagoya e Yahata. Gli spettacoli a Osaka sono stati trasmessi in televisione e sulla radio nazionale.
1978 Tour Europeo
Andre Previn diresse la l'Orchestra Sinfonica di Pittsburgh nel suo tour dell'Europa del 1978 dal 21 maggio al 10 giugno. Il tour di tre settimane vide l'orchestra esibirsi in Austria (Vienna, Linz, Innsbruck), Germania (Monaco di Baviera, Stoccarda, Bonn, Francoforte, Berlino, Hannover), Svezia (Göteborg, Stoccolma), Norvegia (Bergen) e Inghilterra (Londra). L'orchestra fu congedata con una cerimonia festosa di spettacoli di danza ed i migliori auguri all'Heinz Hall Plaza.
1980 Città del Messico
La l'Orchestra Sinfonica di Pittsburgh ha girato il Messico dal 25 agosto al 31 sotto la direzione di André Previn. Eduardo Mata e l'ospite Rafael Frühbeck de Burgos diressero l'orchestra. L'orchestra si è esibita a Città del Messico in tre sedi: Sala de Conciertos Nezahualcóyotl (26 agosto e 28), Teatro de la Ciudad (27 agosto e 29) e Auditorio Nacional (30 agosto). I solisti comprendevano Horacio Gutierrez, Nathaniel Rosen e Guadalupe Parrondo.
1982 Tour Europeo
Andre Previn diresse la l'Orchestra Sinfonica di Pittsburgh nel suo tour dell'Europa del 1982 dal 23 maggio al 13 giugno. L'orchestra ha visitato Bonn, Linz, Vienna, Zurigo, Monaco di Baviera, Stoccarda, Francoforte, Düsseldorf, Parigi, Bruxelles, Berlino e Londra.
1984 Festival di Hong Kong
Andre Previn e Sir Michael Tippett diressero la l'Orchestra Sinfonica di Pittsburgh al Arts Festival di Hong Kong del 1984. I solisti comprendevano il pianista Ken Noda, il violinista Yuzuko Horigome e il violista Randolph Kelly.
1984 Festival di Casals a Porto Rico
Herbert Blomstedt dell'Orchestra di Stato di Dresda e della Radio svedese diresse l'Orchestra Sinfonica di Pittsburgh in quattro concerti al Festival Casals di Puerto Rico, nel giugno 1984. L'orchestra eseguì quattro concerti con solisti al pianoforte Antonio Meneses e Garrick Ohlsen. Questo tour segnò la prima apparizione dell'orchestra al Festival Casals.
1985 Tour europeo
Lorin Maazel diresse la l'Orchestra Sinfonica di Pittsburgh durante il suo tour europeo del 1985 dal 14 agosto all'8 settembre. Il tour prevedeva esecuzione di musiche dai festival di Salisburgo ed Edimburgo. L'orchestra si esibì anche a Dublino, Cork, Londra, Bristol, Zurigo, Lucerna, Montreux, Bonn, Düsseldorf, Berlino, Bruxelles, Anversa e Parigi.
1987 Tour del lontano Oriente
Lorin Maazel diresse l'Orchestra Sinfonica di Pittsburgh durante il suo Far East Tour della Cina e del Giappone del 1987, dal 14 aprile al 4 maggio. L'orchestra fu una delle poche orchestre degli Stati Uniti ad aver visitato la Cina in quel momento. L'orchestra visitò Pechino, Hong Kong e diverse città del Giappone tra cui Tokyo, Yokohama, Osaka, Nagoya e Matsudo. La pianista Patricia Prattis Jennings si esibì nel Concerto di Gershwin in fa con la l'Orchestra Sinfonica di Pittsburgh, riportando un grandissimo successo al festival di Hong Kong, Osaka e Tokyo.
1987 Festival di Edimburgo 
Lorin Maazel e Michael Tilson Thomas diressero l'Orchestra Sinfonica di Pittsburgh al Festival di Edimburgo nel mese di agosto 1987. L'orchestra è stata la prima orchestra degli Stati Uniti ad essere sempre designata orchestra residente del festival. La pianista Patricia Prattis Jennings si è esibita nel Concerto di Gershwin in fa con la sinfonica con grandi applausi al festival.
1989 Tour dell'Unione Sovietica, Polonia ed Europa occidentale
Lorin Maazel diresse l'Orchestra Sinfonica di Pittsburgh nel suo giro del 1989 dell'Unione Sovietica, la Polonia e l'Europa occidentale. Questo tour segnò le prime europee del Concerto per flauto di Marc Neikrug e della Sinfonia n. 6 di George Rochberg. L'orchestra si è esibita a Leningrado, Mosca, Varsavia, Ginevra, Parigi, Milano, Roma, Amsterdam, Colonia, Berlino, Amburgo, Hannover e Londra.
1991 Tour del Giappone, Hong Kong e Taiwan
Il direttore Lorin Maazel diresse l'Orchestra Sinfonica di Pittsburgh nel suo tour in Giappone, Hong Kong e Taiwan dal 14 maggio al 5 giugno 1991. Questo tour ha segnato il debutto dell'orchestra a Taiwan. L'Orchestra si è esibita a Tokyo, Omiya, Osaka, Musashino, Hong Kong e Taipei.
1992 Tour Europeo nelle più importanti capitali della musica
Il direttore Lorin Maazel diresse l'Orchestra Sinfonica di Pittsburgh nel suo giro delle principali capitali musicali europee, 18 maggio - 9 giugno 1992. L'orchestra si esibì in Amburgo, Monaco di Baviera, Francoforte, Parigi, Madrid, Barcellona, Vienna, Stoccarda, Bonn, Bruxelles, Birmingham e Londra.
1992 Tour Europeo nei più importanti Festival musicali estivi
Lorin Maazel diresse l'Orchestra Sinfonica di Pittsburgh nel suo tour europeo dei festival musicali estivi da 5-29 agosto 1992. L'orchestra si è esibita al Festival Internacional de Santander a Siviglia, in Spagna e al festival di musica a Mérida, Pollensa, Wiesbaden, Francoforte, Montreux, Stresa, Verona, Lecce, Catania e Torino.
1993 Tour in California e Messico
Il direttore Lorin Maazel diresse l'Orchestra Sinfonica di Pittsburgh nel suo tour della California e del Messico, 25 aprile - 9 maggio 1993. L'orchestra si è esibita nei concerti di apertura del Chivas Regal Tour America Latina a Città del Messico.
1993 Tour in Sud America
Il direttore Lorin Maazel diresse la Sinfonica di Pittsburgh nel suo in assoluto primo tour del Sud America, 24 maggio - 9 giugno 1993. L'orchestra si esibì in Brasile, Venezuela e Argentina.
1995 Festival di Casals 
Il direttore Lorin Maazel dirige l'Orchestra Sinfonica di Pittsburgh nel Festival Casals di Porto Rico del 1995.
1995 Tour del Giappone e Corea
Il Direttore Lorin Maazel diresse l'Orchestra Sinfonica di Pittsburgh nel suo tour in Giappone e Corea, 16 maggio-4 giugno 1995. Questo tour segna la prima visita della sinfonica in Corea. L'orchestra eseguì un concerto di beneficenza nella Kobe Green Arena del Giappone per le vittime del terremoto del gennaio 1995. Il tour di 11 concerti portò l'orchestra a Tokyo, Nagoya, Osaka, Seoul, Kita-Kryushu e Kobe.
1996 Tour Internazionale Centennale
Il Direttore Lorin Maazel diresse la Sinfonica di Pittsburgh Orchestra nel suo tour internazionale centennale, 29 gennaio al 22 febbraio L'orchestra eseguì 15 concerti nelle 12 città come parte delle celebrazioni del 100º anniversario dell'orchestra. L'orchestra fu invitata a partecipare a Gerusalemme al 3000º anniversario della città con l'anteprima ad Israele di Magreffa, un lavoro del compositore israeliano Ari Ben-Shabetai e commissionato dalla sinfonica. Ci furono ulteriori concerti a Vienna, Francoforte, Madrid, Barcellona, Parigi, Amsterdam e Londra. La Sinfonica di Pittsburgh ha anche dato spettacoli di debutto nelle isole Canarie.
1998 Tour del Giappone
Il direttore Mariss Jansons diresse l'Orchestra Sinfonica di Pittsburgh nel suo tour in Giappone dal 12 al 28 maggio 1998. Questo tour contrassegnò il tour inaugurale di Jansons con la sinfonica. L'orchestra eseguì sette concerti a Sapporo, Nagoya, Himeji, Osaka e Tokyo.
1998 Tour U.S. e Canada con Andrea Bocelli
La PSO si esibì negli Stati Uniti e in Canada, con solista Andrea Bocelli. Steven Mercurio diresse l'orchestra durante i concerti a New York e New Jersey.
1999 Tour dei Festival Europei
Il direttore Mariss Jansons diresse l'Orchestra Sinfonica di Pittsburgh nel suo tour dei Festival europei dal 12 agosto al 5 settembre 1999. Questo rappresenta il primo tour europeo di Jansons con la sinfonica. L'orchestra si esibì per un totale di 15 concerti a Dublino, Edimburgo, Salisburgo, Copenaghen, Londra, Francoforte, Wiesbaden, Lucerna, Baden-Baden, Stoccarda, Colonia, Berlino e Düsseldorf.
2000 European Residency Tour
Il direttore Mariss Jansons diresse l'Orchestra Sinfonica di Pittsburgh nel suo tour europeo del 15 maggio - 4 giugno, 2000. La sinfonica eseguì tre concerti al Musikverein di Vienna ed altri 11 concerti a Madrid, Valencia, Amsterdam, Bruxelles, Londra e Birmingham.
2001 Tour Sud Americano
Il direttore Mariss Jansons diresse l'Orchestra Sinfonica di Pittsburgh nel suo secondo tour in Sud America nel luglio 2001. L'orchestra suonò cinque concerti a San Paolo, Montevideo e Buenos Aires. Il tour fu ostacolato da problemi finanziari e logistici, costringendo l'orchestra a lasciar cadere tre concerti ed una tappa precedentemente prevista a Rio de Janeiro.
2002 Tour dell'Estremo Oriente
Il direttore Mariss Jansons diresse l'Orchestra Sinfonica di Pittsburgh durante il suo tour in Estremo Oriente dal 18 febbraio al 9 marzo 2002. Questo tour contrassegnò la prima esperienza con la sinfonica in Malesia e Australia. L'orchestra si esibì a Osaka, Tokyo, Yokohama, Kuala Lumpur, Sydney e Melbourne. Il tour fu sponsorizzato da FreeMarkets.
2003 Mellon Pittsburgh Symphony European Tours
Il direttore Mariss Jansons diresse l'Orchestra Sinfonica di Pittsburgh nei due tour in Europa nel 2003 sponsorizzati dalla Mellon Financial Corporation. Durante la tappa di primavera del tour (3-13 aprile), la sinfonica si esibì a Valencia, Madrid, Vienna, Amsterdam e Londra. Durante la tappa estiva del tour (21-30 agosto), la sinfonica si esibì a Lucerna, Salisburgo, Ludwigsburg e Londra, con la performance finale alla Royal Albert Hall1. L'orchestra si esibì in 14 concerti in totale.
17 gennaio 2004 Celebrazione del Giubileo d'Argento del Pontefice
Gilbert Levine diresse l'Orchestra Sinfonica di Pittsburgh durante la celebrazione del Giubileo d'argento del Pontefice, spettacolo chiamato anche Concerto Papale di riconciliazione, per commemorare il 25º anniversario dell'elezione di Giovanni Paolo II il 17 gennaio 2004. La sinfonica è stata la prima orchestra degli Stati Uniti ad esibirsi per un Papa in Vaticano. Sponsorizzato dai Cavalieri di Colombo, l'orchestra eseguì la Sinfonia n° 2 di Mahler e la prima mondiale del mottetto di John Harbison, Abraham. Il concerto fu trasmesso dalla PBS sia online che in televisione ed è stato anche trasmesso a livello internazionale.
2006 Tour Europeo
La sinfonica andò in tour in Europa dal 22 agosto al 6 settembre 2006. Leonard Slatkin diresse l'orchestra durante la prima metà del tour con performance a Dublino, Cardiff, ai BBC Proms di Londra, e a Patrasso, Grecia. Hans Graf diresse la seconda metà del tour con esibizioni ad Hannover, Dortmund, Colonia e Düsseldorf. Il tour fu sponsorizzato dalla Mellon Financial Corporation, LANXESS e U.S. Steel Kosice S.R.O.
2008 250 Ambassador Tour d'Europa
Nella celebrazione del 250º anniversario della città di Pittsburgh, l'Orchestra Sinfonica di Pittsburgh andò in tour in Europa nel mese di gennaio e febbraio 2008. La Conferenza Allegheny accompagnò l'orchestra per controllare la promozione di Pittsburgh a livello commerciale. L'orchestra si esibì in Spagna, Paesi Bassi, Germania, Austria, Ungheria e Croazia. Il tour fu sponsorizzato da BNY Mellon, PPG Industries, LANNXESS e Meyer, Unkovic & Scott.
2009 Tour dell'Asia
Il Tour dell'Asia del 2009 dell'Orchestra Sinfonica di Pittsburgh è stato il primo tour internazionale di Manfred Honeck come direttore musicale e il debutto dell'orchestra a Shanghai e Kaohsiung, Taiwan. L'orchestra si recò in Cina ed a Taiwan dall'11 al 21 maggio 2009, eseguendo quattro concerti, due presso il Centro Nazionale di Pechino per le Arti dello Spettacolo, uno presso il Shanghai Oriental Arts Center ed uno allo stadio principale di Kaohsiung. Il tour fu finanziato dalla Henry L. Hillman Foundation e Westinghouse.
2009 Tour dei Festival Europei
Il direttore Manfred Honeck diresse l'Orchestra Sinfonica di Pittsburgh nel suo primo tour europeo dal 12-20 settembre 2009. L'orchestra si esibì a Essen, alla Beethovenfest di Bonn e al Lucerne Summer Music Festival.
2010 Tour Europeo
Il direttore Manfred Honeck diresse l'orchestra durante il suo tour europeo dal 12 al 30 maggio 2010. L'orchestra visitò Svizzera, Lussemburgo, Germania, Francia, Repubblica Ceca, Ungheria, Slovenia e Austria con concerti a Basilea, Stoccarda, Parigi, Francoforte, Lussemburgo, Praga, Dresda, Vienna, Budapest e Lubiana. Il tour fu sponsorizzato da BNY Mellon e Westinghouse.
2010 Lanaudière Festival
Manfred Honeck diresse l'Orchestra Sinfonica di Pittsburgh al Festival Lanaudière di Montreal nel 2010. In programma opere di Beethoven, Mahler, Richard Strauss e Wagner.
2011 Tour dei Festival Europei
Il direttore Manfred Honeck diresse l'orchestra durante il suo tour dei Festival Europei dal 22 agosto al 12 settembre 2011. L'orchestra si esibì nei festival in Germania, Austria, Svizzera ed Inghilterra e tenne concerti a Parigi e Vilnius, Lituania. I festival comprendevano il Musik Festival Rheingau a Wiesbaden, il Festival di Musica Schleswig-Holstein ad Amburgo, il Beethovenfest di Bonn ed il Musikfest a Berlino, così come i BBC Proms di Londra, il Festival Grafenegg e il Festival di Lucerna. Il tour fu sponsorizzato da BNY Mellon.
2012 Lanaudière Festival
Manfred Honeck diresse la Orchestra Sinfonica di Pittsburgh al Lanaudière Festival del 2012 a Montreal. L'orchestra eseguì brani di Dvorak, Glinka e Tchaikovsky e mise in evidenza il violoncellista Johannes Moser.
2012 European Residency Tour
Il direttore Manfred Honeck diresse l'Orchestra Sinfonica di Pittsburgh durante il suo tour europeo dal 26 ottobre al 10 novembre 2012. Durante il tour l'orchestra prese una residenza di quattro concerti al Musikverein di Vienna. L'Orchestra Sinfonica di Pittsburgh è una delle rare, poche orchestre americane ad essere stata onorata con una residenza al Musikverein. Il tour comprese anche spettacoli a Barcellona, Madrid, Parigi, Colonia, Francoforte, Stoccarda e Lussemburgo. Il programma comprendeva opere di Dvorak, Mahler, Mozart, Sibelius e Tchaikovsky.
2013 European Festivals Tour
Il Direttore musicale Manfred Honeck tornò con l'Orchestra Sinfonica di Pittsburgh in Europa per un tour dei Festival europei. I concerti hanno avuto luogo in Grafenegg, Berlino, Bucarest, Parigi, Düsseldorf, Francoforte, Lucerna e Bonn e comprendeva la solista Anne-Sophie Mutter, Martin Grubinger e Yuja Wang.

## Trasmissioni
Previn e la Pittsburgh
Lanciata nel 1977, "Previn e la Pittsburgh" era una serie di speciali premiate, prodotte dalla WQED-TV. La Fondazione Alcoa sponsorizzò il programma, che funzionò per tre anni e divenne la serie di musica classica più apprezzata su PBS. Il programma presentava la varietà di interessi musicali, il talento e gli amici del direttore musicale André Previn. Il primo programma esplorò Mozart, con Previn e Patricia Prattis Jennings, della Pittsburgh Symphony che suonavano a quattro mani sonate per pianoforte. Altri artisti ospiti presenti erano John Williams, che diresse le sue colonne sonore da Star Wars ed E.T., Ella Fitzgerald, Yo-Yo Ma, il violoncello principale pella Sinfonica di Pittsburgh, Nathaniel Rosen (il primo violoncello americano a vincere la medaglia d'oro al Concorso Internazionale Tchaikovsky), il compositore Stephen Sondheim ed il violinista Itzhak Perlman. Il compositore Miklós Rózsa apparve come ospite per ascoltare la Sinfonica di Pittsburgh suonare la musica vincitrice del premio Oscar per il film Ben-Hur. Previn mostrò il suo notevole talento come pianista jazz, in un duetto con il suo amico Oscar Peterson, l'uomo che Duke Ellington soprannominava il "Maharajah della tastiera." Quando le telecamere entrarono nella Heinz Hall per filmare le prove della Orchestra Sinfonica di Pittsburgh in maniche di camicia, il pubblico vide un maestro rilassato in bell bottoms che, ovviamente, era amato e rispettato dai suoi musicisti. Il primo spettacolo andò in onda il 27 febbraio 1977 e nel giro di due giorni, la Sinfonica vendette più di 2.500 posti a sedere supplementari.
Radio Sinfonica di Pittsburgh
Lanciato nel 1982, il programma della Radio della Sinfonica di Pittsburgh è ospitato da Jim Cunningham di WQED-FM. Si tratta di un concerto di due ore completo con il direttore musicale Manfred Honeck e gli artisti ospiti, ascoltato su oltre 100 stazioni PRI e NPR in tutto il paese. La Sinfonica di Pittsburgh fu la prima trasmissione nel 1936, quando la NBC Blu Network iniziò una serie di 26 trasmissioni radio di mezz'ora su più di 90 stazioni della NBC Blu Network. Le trasmissioni erano sponsorizzate da Pittsburgh Plate Glass Company.

## La comunità e l'istruzione
Musica e Benessere
Questo programma utilizza la competenza del personale dell'Orchestra Sinfonica di Pittsburgh e dei musicisti per servire come una risorsa per gli ammalati, le famiglie ed il personale sanitario della Western Pennsylvania al fine di convincere le persone ad usare la musica per la promozione della salute e del benessere. Attraverso la musica ed il Programma Wellness, l'orchestra lavora con terapisti musicali ed altri operatori sanitari per portare musica dal vivo terapeutica per agli individui presso l'Ospedale dei Bambini di Pittsburgh di UPMC, il VA Pittsburgh's H.J. Heinz Campus ed altre strutture nella zona di Pittsburgh e all'estero. I musicisti della Sinfonica di Pittsburgh gestiscono sessioni di musica e benessere per piccoli gruppi ancora diversi di partecipanti che comprendono i pazienti, le loro famiglie ed alcuni membri del personale sanitario. Interagendo con i partecipanti e con l'esecuzione di musica rilevante e significativa, i musicisti aiutano i partecipanti a raggiungere le loro necessità fisiche, emotive e sociali. Dal momento che la musica ed il programma benessere sono iniziati nel 1999, organizzazioni come la Ann e Gordon Getty Foundation e la Lega delle orchestre americane, la Fondazione Scaife Famiglia, la Corporatione Michael Baker e la Fondazione Highmark hanno investito in questa visione del programma di fare della musica dal vivo una componente essenziale dell'assistenza sanitaria delle persone nella Western Pennsylvania. Gli operatori sanitari nella zona di Pittsburgh hanno sempre chiesto di collaborare con la Sinfonica di Pittsburgh per portare la musica nelle loro strutture e altre orchestre hanno guardato al programma come un modello e hanno cercato l'assistenza di musicisti sinfonici e del personale dell'orchestra nello sviluppare i loro programmi.
Fiddlesticks
I Fiddlesticks Family Concerts presentati da Macy sono una serie di concerti utilizzato per iniziare i bambini alla musica con un'orchestra di classe mondiale come l'Orchestra Sinfonica di Pittsburgh. La serie è consigliata ai bambini dai 3 agli 8 anni. È previsto un pre-concerto interattivo "Discovery Time Adventures" che permette ai bambini di cantare, ballare, creare un mestiere da portare a casa, incontrare musicisti e ascoltare storie, un tutt'uno in ogni concerto.
OTPAAM
L'EQT Orchestra Training Program per musicisti afro-americani è un programma pre-professionale di due anni, progettato per fare da mentore ad un giovane musicista afro-americano alla ricerca di una carriera orchestrale. Il musicista selezionato trascorre due stagioni immerso nell'ambiente di lavoro dell'Orchestra Sinfonica di Pittsburgh e studia con i membri dell'orchestra per allenarsi e prepararsi af audizioni professionali e per le eventuali opportunità di un'esibizione. Il programma di EQT OTPAAM è uno dei numerosi programmi nel Diversity Plan dell'Orchestra Sinfonica di Pittsburgh. Il Diversity Plan delinea un approccio multiforme alla promozione di conversazioni sulla diversità dei contesti di un'orchestra, il reclutamento di leadership e consulenti per iniziative di diversità e le opportunità di costruzione di esibizioni dentro e fuori dal concerto orchestrale sul palco, per riflettere meglio le diverse comunità e i diversi ascoltatori per cui suonano le orchestre.
Concerti Schooltime
Questi concerti emozionanti sono progettati per introdurre gli strumenti d'orchestra, la musica sinfonica ed i processi creativi per comporre ed eseguire musica per studenti dei gradi a due, quattro e sei. Essi sono offerti gratuitamente durante la giornata scolastica.
Tiny Tots
I PNC Tiny Tots Concerts coinvolgono i bambini piccoli attraverso attività interattive e di ascolto che illuminano e rendono comprensibili le opere sinfoniche ed i compositori.
Ambasciatori musicali
L'Orchestra Sinfonica di Pittsburgh Ambasciatori arricchisce l'educazione musicale degli studenti con la tecnica e l'insegnamento dell'esecuzione, l'allenamento, corsi di perfezionamento o dimostrazioni. Questi Ambasciatori servono come una risorsa professionale aggiuntiva per gli insegnanti di musica, rispondendo alle esigenze ed alle domande che possono sorgere nell'assistere a programmi musicali.
Il Programma Comunitario dei Partners
L'Orchestra Sinfonica di Pittsburgh collabora annualmente con le organizzazioni no-profit della zona di Pittsburgh per il Community Partners Program. Ogni anno, il programma tiene un concerto di beneficenza il cui ricavato viene interamente donato alle organizzazioni partner, permettendo loro di raggiungere una quantità significativa di finanziamento. Questi concerti annuali hanno incamerato più di $ 539.000 per le organizzazioni partner. I servizi orchestrali sono donati dalla Sinfonica di Pittsburgh e da sponsor aziendali, raccolta fondi, anche i servizi dell'artista ospite e la produzione dei concerti sono garantiti dal gruppo. Artisti ospiti del passato di questi concerti sono icone come Chaka Khan nel 2009 e R&B sensation Boyz II Men, più recentemente, nel 2011.
Concerto di Reclutamento Comunità di Wilkinsburg
Un rapporto decennale tra la Sinfonica di Pittsburgh ed il Distretto scolastico di Wilkinsburg produce benefici per studenti, docenti e musicisti. Il ricavato della manifestazione del concerto annuale aiuta i programmi musicali del Distretto scolastico di Wilkinsburg per l'acquisto di strumenti, bocchini, leggii ed altre forniture necessarie.
Programma Esplorare e Coinvolgere
Esplorare e Coinvolgere è un programma progettato per arricchire l'esperienza di concerto degli ascoltatori, attraverso il collegamento con la musica e i musicisti della Sinfonica di Pittsburgh.
Concert Preludes & Post-Concert Events: tutti i concerti BNY Mellon Grand Classics sono caratterizzati da un intervento pre-concerto, con inizio un'ora prima dello spettacolo. Questi colloqui informativi e coinvolgenti sono presentati dal personale della Sinfonica, o speciali oratori ospiti e ci sono tavole rotonde relative alla musica suonata sul palco della Heinz Hall. Inoltre, i colloqui post-concerto sono offerti dopo concerti selezionati della BNY Mellon Grand Classics per chiacchierate informali con rinomati artisti ospiti e per gli spettacoli di musica da camera. La Heinz Hall dispone anche di mostre interattive e attrazioni & suoni da tutto il mondo che si riferiscono alla musica in corso di esecuzione. Durante i concerti selezionati BNY Mellon Grand Classics, schermi nella sala danno informazioni importanti sul concerto poco prima che la esecuzione inizi e i direttori d'orchestra, i compositori e i musicisti condividono intuizioni musicali dal palcoscenico.
Pubblico per il futuro:
nel corso dell'anno scolastico, questo premiato programma invita gli studenti delle scuole superiori locali a pianificare e implementare un concerto dell'Orchestra Sinfonica di Pittsburgh. Una volta al mese gli studenti visitano la Heinz Hall per assistere alle prove della PSO, determinare il programma del repertorio, promuovere il concerto, vendere biglietti, produrre una documentazione sul concerto ed un video per illustrarlo. Gli studenti sono seguiti da membri dello staff dell'Orchestra Sinfonica di Pittsburgh ed è connesso al concerto di beneficenza delle arti e programmi musicali delle scuole partecipanti.
EQT Student Side-by-Side:
questo entusiasmante programma offre agli studenti di musica dal livello nove al 12 l'esperienza di suonare "side-by-side" con i loro omologhi dell'Orchestra Sinfonica di Pittsburgh. Importanti programmi supplementari comprendono anche sezionali e laboratori con musicisti della Sinfonica di Pittsburgh e prove con conduttori residenti dell'orchestra.
Sessione di lettura annuale:
Dalla la stagione 2004-2005 l'Orchestra Sinfonica di Pittsburgh offre una sessione di lettura annuale di nuove opere di giovani compositori provenienti da università della regione, come parte del suo Programma Compositore dell'Anno. Il programma accetta contributi provenienti da residenti in Pennsylvania e da studenti della West Virginia University per una partnership continua. La sessione di lettura fornisce i compositori con critiche preziose e riscontri positivi a livello professionale. Oltre ad ascoltare i loro brani eseguiti da un'orchestra di livello mondiale di fronte a un pubblico, una tavola rotonda dopo l'esecuzione fornisce approfondimenti sull'orchestrazione, le tecniche compositive e forniscono le parti per un ensemble. Le sessioni di lettura sono guidate da direttore ospite Leonard Slatkin.

## Compositore residente
Lanciato nel 2001-2002, la PSO creò il programma Compositore dell'Anno per dare al pubblico l'opportunità senza precedenti di ascoltare la musica di compositori viventi e stabilire un rapporto con i compositori attraverso l'esperienza di sentire più lavori, imparando questi lavori mediante colloqui prima del concerto e chiacchierando con il compositore.

## Storia della Sala Heinz
La Heinz Hall per le Arti dello Spettacolo, così chiamata nel 1971 e ristrutturata nel 1995, costituisce la pietra angolare del Distretto Culturale di Pittsburgh. Questo punto focale della cultura e dell'intrattenimento del Triangolo d'Oro ha contribuito a stimolare la rivitalizzazione economica e culturale continua del centro di Pittsburgh. Con la sua reputazione internazionale per la grandezza e per l'eccellenza come sala da concerto ed attrattiva, la Heinz Hall, con i suoi 2.661 posti, è la sede dell'Orchestra Sinfonica di Pittsburgh. La struttura si è evoluta dalla sua origine nel 1927 come Loew's Penn Theater grazie al restauro e alla dedica come Heinz Hall per le Arti dello Spettacolo nel 1971, "un dono per la Pittsburgh Symphony Society dall'Howard Heinz Endowment... per incoraggiare, promuovere e perpetuare le arti dello spettacolo nell'area della Grande Pittsburgh ".
Ogni anno più di mezzo milione di clienti frequentano concerti sinfonici e altre attrazioni, che vanno dai concerti pop ai concerti per bambini fino alle mostre nazionali di Broadway.
Per i 45 anni precedenti l'origine del Loew's Penn Theater, l'edificio che si trovava in questa posizione era l'Hotel Anderson. Dal 1880 al 1925 questo hotel ha fornito entrambe le strutture ricettive e di intrattenimento. Prima del 1900 l'hotel spesso ospitava compagnie di attori in viaggio. La lista degli invitati variava da uomini d'affari in visita agli attori shakespeariani. Prima del 1880 il nome della struttura era St. Clair. Molto probabilmente Edwin Booth (1833-1893) e la sua compagnia teatrale sono stati al St. Clair o, più tardi all'Anderson Hotel, durante i loro numerosi tour attraverso gli Stati Uniti. Dopo il 1900 l'Anderson ha sviluppato una reputazione un po' squallida, ha perso molto del suo fascino ed ha incontrato la sua fine.
Costruito nella stessa posizione dell'Anderson, il Loew'S Penn Theatre era stato costruito nel 1927. Il magnate del cinema Marcus Loew aveva assunto lo studio di architettura di Rapp & Rapp per progettare il lussuoso cinema. Conosciuto come il "Tempio del Cinema" di Pittsburgh l'edificio è stato considerato come il più magnifico teatro tra New York e Chicago.
Con l'avvento della televisione, le presenze in calo e l'aumento dei costi per mantenere tali punti di riferimento, il Teatro Penn, in linea con gli altri grandi cinema della nazione, fu costretto a chiudere i battenti nel 1964. L'Orchestra era alla ricerca di una nuova sede, avendo superato la Carnegie Music Hall e la Moschea della Siria, ed i vantaggi economici del riciclaggio di un teatro ben costruito erano chiaramente evidenti. Per esplorare la possibilità di utilizzare l'edificio, Henry J. Heinz II e Charles Denby, presidente della Pittsburgh Symphony Society, fecero un giro del vecchio palazzo del cinema. Insieme ebbero la visione di guardare oltre la riduzione di attività all'interno ed immaginare che con un corretto restauro la sala avrebbe potuto diventare un brillante centro culturale. Insieme con Adolph W. Schmidt, Presidente della A.W. Mellon Educational and Charitable Trust, e Theodore L. Hazlett, Jr., in rappresentanza della Conferenza Allegheny e l'Urban Redevelopment Authority di Pittsburgh, questi uomini lavorarono con lo studio di architettura di Stotz, Hess, MacLachlan & Fosner per iniziare la costruzione." Una ricostruzione di $ 10 milioni del teatro ebbe luogo tra il 1967 e il 1971. Anche se gran parte della struttura e dell'arredamento rimasero gli stessi, fu aggiunta una nuova ala di cinque piani al retro dell'edificio. Questa ala ampliò il palcoscenico e la sala prove insieme alla libreria musicale e gli spogliatoi.
Diversi concerti ebbero luogo prima della ristrutturazione e riapertura della Sala nel 1971, con spettacoli di opere di Berlioz, Beethoven e Brahms da parte del Trio Leonard Rose, Isaac Stern e Eugene Istomin, per il concerto dei fondi pensione del 1969. I questionari compilati dagli appassionati della sinfonica furono raccolti dopo il concerto e riflettono un travolgente sostegno della nuova sede.
La sala fu denominata ufficialmente Heinz Hall nel mese di settembre 1971. I concerti inaugurali ebbero luogo il 10 e l'11 settembre con William Steinberg che diresse l'ouverture di Beethoven "Consecration of the House" e la Sinfonia n. 2 di Mahler ("Resurrezione"), con un coro combinato di cori della Pennsylvania State University. The New York Times pubblicò una recensione straordinaria dell'esecuzione, citando il miglioramento dell'acustica superiore alle sedi precedenti della Sinfonica dicendo: "I cittadini di Pittsburgh finalmente hanno la possibilità di ascoltare (l'orchestra) come dovrebbe suonare."
Il Garden Plaza ed un'aggiunta di quattro piani in più, oltre alla sala furono completati nel 1982 dalla ditta MacLachlan, Cornelius & Filoni. La piazza comprendeva una cascata e una scultura dell'artista londinese Angela Connor. L'aggiunta alla Sala comprendeva due spazi per bar/sala, nonché una sala da pranzo ed una sala riunioni. Inoltre alcune aree comuni furono rinnovate in strutture di accoglienza nel 1988.
Un rinnovamento di $ 6,5 milioni iniziò nel 1995 con il finanziamento elargito dal Howard Heinz Endowment e con i fondi del programma 21 di Strategia del Commonwealth della Pennsylvania. La ristrutturazione migliorò le qualità acustiche, tecniche ed estetiche della Sala e fu realizzata dall'architetto Albert Filoni della MacLachlan, Cornelius & Filoni, insieme all'esperto di acustica R. Lawrence Kirkegaard. La sala riaprì con la cerimonia del taglio del nastro da parte del governatore Tom Ridge e Teresa Heinz.